# Lycium chanar
Lycium chanar är en potatisväxtart som beskrevs av Rodolfo Amando Philippi. Lycium chanar ingår i släktet bocktörnen, och familjen potatisväxter. Inga underarter finns listade i Catalogue of Life.